# Alicja Szemplińska
Alicja Maria Szemplińska, bolj znana kot Alicja, poljska pevka, * 29. april 2002, Ciecihanow, Poljska

## Kariera
Alicja je leta 2019 zmagala v 10. sezoni oddaje The Voice of Poland. Naslednje leto je zmagala na poljskem nacionalnem izboru za tekmovanju za pesem Evrovizije 2020. Nastopila je s pesmijo »Empires« in z njo zmagala na izboru. Alicja bi morala nastopiti v drugem polfinalu tekmovanja za pesem Evrovizije 2020 v Rotterdamu, vendar je bilo tekmovanje 18. marca 2020 zaradi pandemije COVID-19 odpovedano. Čeprav je Alicja izrazila željo, da bi zastopala Poljsko na tekmovanju za pesem Evrovizije 2021, na koncu ni bila izbrana za predstavnika Poljske in je bil namesto tega izbran Rafał Brzozowski.

## Diskografija

### Pesmi
- »Prawie my« (2019)
- »Empires« (2020)
- »Gdzieś« (2020)
- »Pusto« (2020)
- »Kolęda dla Nieobecnych« (2020)
- »Na Pamięć« (2020)
- »Growing up« (2021)
- »Ej, stop!« (2021)
- »Spójrz« (2021)